# Giovanni Pelliccioli
Giovanni Pelliccioli é um pintor surrealista italiano. Ele nasceu em 1947 em San Pellegrino Terme, na Itália. Aos oito anos, descobriu a arte e começou a desenhar. Aos 18 anos, iniciou seus estudos de arte na Accademia Carrara de Bérgamo. Nessa época, pintava quadros em estilo realista e impressionista, mas, ao descobrir o surrealismo, percebeu que era esse estilo que lhe permitiria expressar ao máximo sua arte.
A obra de Pelliccioli continuou a evoluir e costuma ser dividida em três períodos principais. O 1º período surrealista foi caracterizado por pinturas cujos temas eram, em sua maioria, inspirados em pintores surrealistas como Magritte, Salvador Dali, Max Ernst e Yves Tanguy. As obras do 2º período surrealista introduzem os primeiros sinais do surrealismo próprio de Giovanni Pelliccioli, à medida que ele dá origem a novas concepções espirituais e novos objetos simbólicos como temas recorrentes.
No seu 3º período surrealista, o artista apresenta formas inovadoras de expressão. De fato, trata-se do período mais criativo de sua carreira, com a ironia como tema central. É também nessa fase que o artista começa a utilizar novos materiais como madeira, metal, vidro e outros objetos naturais (esqueletos de folhas, pedras), conferindo às suas obras uma nova dimensão escultórica. O efeito de "trompe-l'œil" também passa a ser um jogo recorrente em suas criações.
Em 1993, Pelliccioli criou uma nova forma no mundo da pintura artística: o "triângulo". Trata-se de uma imagem cortada na diagonal com definição tridimensional. Seja em óleo sobre tela ou óleo sobre madeira, obtém-se uma sensação de "trompe-l'œil". O sujeito representado é metade pintado (irreal) e metade aparente (real). Essa ideia exclusiva foi patenteada pelo próprio artista.
Desde então, ele atua como pintor surrealista profissional. Em 40 anos de carreira, Pelliccioli já pintou mais de 4.200 quadros. Sua obra foi apresentada em mais de 100 exposições ao redor do mundo. 
Ele está listado na União Cultural Mundial em: Museu de Arte Moderna (Nova York), Tate Gallery (Londres), Galerie des 20 Jahrhunderts (Berlim), Tokio Kukuritisu Kindai Bkjutsukan (Tóquia), Galeria Nacional do Canadá (Ottawa), Musee d'Art Moderne (Paris), Kunsthaus (Zurique), Galeria Nacional de Victoria (Austrália), Museu Nacional (Estocolmo), Galleria Nacional de Arte Moderna (Buenos Aires), Galeria Nacional de Arte (Hilton de Atenas), Museu Country de Arte (Los Angeles) e muitos outros.
Pelliccioli deixou a Itália em 1993 e se estabeleceu na França, em Antibes (Riviera Francesa). Ele conseguiu seu próprio local de trabalho lá. Ele morreu em 2016.

## Exposições pessoais
| Ano  | País           | Local                                            |
| ---- | -------------- | ------------------------------------------------ |
| 1968 | Itália         | Exposição na Prefeitura (Ponte San Pietro)       |
| 1969 | Itália         | Hotel des Alpes (Foppolo)                        |
| 1969 | Itália         | Exposição na Prefeitura (Ponte San Pietro)       |
| 1970 | Itália         | Grand Hotel (San Pellegrino)                     |
| 1971 | Itália         | Hotel des Alpes (Foppolo)                        |
| 1971 | Itália         | Galeria de Arte Excelsior San Marco (Bérgamo)    |
| 1972 | Itália         | Galeria de Arte Fondazione Europa (Milão)        |
| 1973 | Itália         | Galeria de Arte La Torre (Bérgamo)               |
| 1973 | Itália         | Galeria de Arte Cristallo (Cortina d'Ampezzo)    |
| 1974 | Itália         | Galeria de Arte Manzoni (Milão)                  |
| 1974 | Itália         | Galeria Duomo (Desenzano del Garda)              |
| 1975 | Suíça          | Galeria Motte (Genebra)                          |
| 1975 | França         | Galeria des États-Unis (Cannes)                  |
| 1975 | Itália         | Galeria de Arte Quaglino (Turim)                 |
| 1975 | França         | 22 Rue Bonaparte (Paris)                         |
| 1976 | Itália         | Galeria de Arte Cristallo (Cortina d'Ampezzo)    |
| 1976 | França         | Galeria des États-Unis (Cannes)                  |
| 1977 | Itália         | Galeria de Arte Internacional Comanducci (Milão) |
| 1977 | Itália         | Galeria de Arte Ghiggini (Varese)                |
| 1977 | Itália         | Centro Internacional de Arte (Roma)              |
| 1978 | Itália         | Galeria de Arte Michelangelo (Bérgamo)           |
| 1979 | Itália         | Galeria Il Portichetto (Stresa)                  |
| 1979 | Itália         | La Firma (Riva del Garda)                        |
| 1980 | Itália         | Galeria Il Setaccio (Sestri Levante)             |
| 1980 | Itália         | Galeria de Arte La Garrita (Bérgamo)             |
| 1981 | Itália         | Galeria Jordan's Club (Gorla Minore)             |
| 1981 | Itália         | Galeria de Arte Nuova Mutina (Modena)            |
| 1982 | Itália         | Galeria Quaglino (Turim)                         |
| 1982 | Itália         | Galeria Aquarius (Cremona)                       |
| 1982 | Itália         | Galeria XX Settembre (Bérgamo)                   |
| 1983 | Países Baixos  | Galeria Volksuniversiteit (Roterdã)              |
| 1984 | Itália         | Galeria La Garrita (Bérgamo)                     |
| 1984 | Itália         | Rocca di Angera                                  |
| 1984 | Itália         | Galeria Nuova Mutina (Modena)                    |
| 1986 | Itália         | Hotel Excelsior San Marco (Bérgamo)              |
| 1987 | Itália         | Galeria La Cornice (Desenzano del Garda)         |
| 1987 | Itália         | Galeria San Stefano (Veneza)                     |
| 1988 | Itália         | Palazzo dei Congressi (Madonna di Campiglio)     |
| 1988 | Alemanha       | Buro K. Grunzing (Frankfurt)                     |
| 1989 | Iugoslávia     | Muzej Grada Trogira (Trogir)                     |
| 1990 | França         | Galeria Nicole Sandor (Fontgombault, Loire)      |
| 1990 | Itália         | Hotel Excelsior San Marco (Bérgamo)              |
| 1993 | Itália         | Centro Recreativo Paroquial (Mozzo)              |
| 1993 | França         | B.N.P. (Antibes)                                 |
| 1994 | França         | Hotel Martinez (Cannes)                          |
| 1994 | Alemanha       | Galeria Les Beaux Artes (Düsseldorf)             |
| 1995 | França         | Galeria De Carmes (Rouen)                        |
| 1995 | França         | B.N.P. (Paris)                                   |
| 1996 | Alemanha       | Hotel Holiday Inn (Frankfurt)                    |
| 1996 | Noruega        | Interior-Galleriet (Oslo)                        |
| 1996 | França         | Musée Naval Napoléonien (Antibes)                |
| 1997 | Alemanha       | Exposição Salão BMW (Usingen)                    |
| 1999 | França         | Les Bains Douches (Antibes)                      |
| 1999 | França         | Château du Pont de la Meurthe (Nancy)            |
| 1999 | França         | Château de Trousse Barrière (Orleans)            |
| 1999 | Itália         | Centro Paroquial Mozzo (Bérgamo)                 |
| 2000 | França         | La Conca Verde (Ivrea)                           |
| 2000 | Itália         | EUR 2000 (Roma)                                  |
| 2000 | França         | Centre International d'Art Moderne (Nice)        |
| 2000 | Itália         | Valpelline Le Lièvre Amoureux (Aosta)            |
| 2001 | França         | Château de Saint Max (Nantes)                    |
| 2001 | Noruega        | Interior-Galleriet (Oslo)                        |
| 2001 | França         | Amadeus (Sophia Antipolis)                       |
| 2001 | Itália         | Sala Cívica de Via Piatti (Ponte San Pietro)     |
| 2001 | Itália         | Palazzo Boselli (San Giovanni Bianco)            |
| 2001 | Itália         | Sala Cívica Carlo Cattaneo (Curno)               |
| 2002 | Itália         | Capela de Lourdes (Mozzo)                        |
| 2003 | Itália         | Hotel Cappello d’Oro (Bérgamo)                   |
| 2004 | França         | Château de Saint Max (Nancy)                     |
| 2004 | Itália         | Selvino                                          |
| 2005 | Itália         | Galeria Ponte Vecchio (Florença)                 |
| 2006 | Noruega        | Interior-Galleriet (Oslo)                        |
| 2006 | Itália         | Serina                                           |
| 2007 | França         | Château de Saint Max (Nancy)                     |
| 2008 | Itália         | Pro Loco (Piazza Brembana)                       |
| 2009 | França         | Prefeitura do 7º Arrondissement (Paris)          |
| 2009 | Itália         | Cassino (San Pellegrino Terme)                   |
| 2009 | Itália         | Museu do Vale (Zogno)                            |
| 2010 | Itália         | Monastério do Lavello (Calolziocorte)            |
| 2011 | França         | Aeroporto Côte d’Azur (Nice)                     |
| 2011 | França         | Salão Tous à l’Art (Nice)                        |
| 2012 | Estados Unidos | Artexpo (Nova York)                              |
| 2023 | Alemanha       | Musikstudio und Galerie: Gabriele Paqué (Bonn)   |

## Capas de CD
Algumas pinturas são usadas para música clássica.
| Pintura de nomes             | CD                                                    |
| ---------------------------- | ----------------------------------------------------- |
| Ilha de fogo                 | Réquiem de Gabriel Fauré (VERSÃO 1893)                |
| Onde o futuro começa         | Miniaturas orquestrais francesas 1850 - 1950 VOL. EU  |
| O sonho de um navegador      | Miniaturas orquestrais francesas 1850 - 1950 VOL. II  |
| Nascer do Sol da Civilização | Miniaturas orquestrais francesas 1850 - 1950 VOL. III |
| Uma viagem no Abismo         | A Flauta Francesa 1920 – 1930                         |
| O grande jogo mental         | Tchaikovsky: O Trio Premier das Estações de Moscou    |
| O vento sobre o mar          | Pedro Erasmo Lange-Müller                             |

## Livros
| Nome do livro                 | Resumo |
| ----------------------------- | --- |
| Seu mundo mágico              | Monografia publicada para a exposição em Milão em 1977. Edição privada de 500 ex. numeradas e assinadas pelo Artista. |
| Além do reino dos pensamentos | Autobiografia do artista Em quatro edições : Inglês, alemão, italiano e francês                                       |
| [Pelliccioli]                 | Revisão em quatro idiomas : Inglês, alemão, italiano e francês                                                        |